# الصلو (مناخة)

تعديل مصدري - تعديل

الصلو هي إحدى قرى عزلة لهاب بمديرية مناخة التابعة لمحافظة صنعاء، بلغ تعداد سكانها 522 نسمة حسب تعداد اليمن لعام 2004.